# Akebia
Akebia (Decne., 1839) è un genere di piante appartenente alla famiglia delle Lardizabalaceae, originario di Cina, Corea e Giappone.

## Tassonomia
All'interno del genere Akebia sono attualmente incluse le seguenti sei specie:
- Akebia apetala (Quan Xia, J.Z.Sun & Z.X.Peng) Christenh.
- Akebia longeracemosa Matsum.
- Akebia longisepala (H.N.Qin) Christenh.
- Akebia × pentaphylla (Makino) Makino
- Akebia quinata (Houtt.) Decne. – Liana del cioccolato, o Akebia a cinque foglie; nativa di Cina, Corea e Giappone
- Akebia trifoliata (Thunb.) Koidzumi – Akebia trifogliata, nativa di Cina, Corea e Giappone.